# تورونچلو، یورقیر
تورونچلو، یورقیر (به لاتین: Turunçlu, Yüreğir) یک منطقهٔ مسکونی در ترکیه است که در Yüreğir واقع شده‌است.